# Chrisje
Chrisje is een single van Gerard Cox. Het is afkomstig van zijn album Zo zijn we niet getrouwd.
Chrisje is de eerste single van Cox, die werd uitgegeven via Ariola. Dat betekende ook een wijziging van muziekproducent, van Ruud Jacobs naar Ruud Bos. Chrisje is een lied geschreven door Jan Boerstoel en Ruud Bos over de eerste liefde. De B-kant Zo’n regel is afkomstig van Cox zelf en Hugo den Ouden.
De single haalde de hitparades van Nederland niet, ze bleef steken in de tipparades.